# Charleston (Illinois)
Charleston è un comune degli Stati Uniti d'America, situato in Illinois, nella contea di Coles, della quale è anche il capoluogo.